# 마우고자타 포렘니아크
마우고자타 포렘니아크(Małgorzata Irena Foremniak, 1967년 1월 8일 ~ )는 폴란드의 배우이다.